# Athetis rionegrensis
Athetis rionegrensis är en fjärilsart som beskrevs av Chiarelli De Gahan 1949. Athetis rionegrensis ingår i släktet Athetis och familjen nattflyn. Inga underarter finns listade i Catalogue of Life.